# Maxim Nikolajewitsch Kedrin
Maxim Nikolajewitsch Kedrin (russisch Максим Николаевич Кедрин; * 21. September 1982 in Leningrad) ist ein ehemaliger russischer Skirennläufer. Er kam durch seine Mutter Ljudmila Kedrina (geb. Reus), die selbst Skirennläuferin war, zum Skisport. Seine jüngere Schwester Anastassija Kedrina wurde ebenfalls Skirennläuferin.

## Karriere
Kedrin nahm ab dem Winter 1997/1998 an FIS-Rennen, an den russischen Meisterschaften und ab Dezember 1998 auch an Rennen im Europacup teil. Die ersten Punkte gewann er aber erst im Februar 2000 mit einem 20. Platz im Super-G von Garmisch-Partenkirchen. Während der nächsten zwei Jahre kam er wieder in keinem Rennen in die Punkteränge, also unter die besten 30. Kedrin nahm dreimal an Juniorenweltmeisterschaften teil und erreichte dabei Platzierungen im mittleren bzw. hinteren Feld. Sein bestes Resultat war ein 25. Rang im Super-G 2001.
Im Jahr 2000 erreichte Kedrin erstmals Podestplätze in FIS-Rennen, und im Dezember desselben Jahres bestritt er in Val-d’Isère seine einzigen beiden Weltcuprennen. In diesen Riesenslaloms blieb er jedoch ohne Ergebnis. Im Januar 2001 nahm der Russe an den Weltmeisterschaften in St. Anton am Arlberg teil. Er startete nur im Super-G und belegte den 34. Platz unter 43 gewerteten Läufern. Ein Jahr später nahm er auch an den Olympischen Winterspielen 2002 in Salt Lake City teil und belegte Rang 36 in der Abfahrt. In der Kombinationsabfahrt wurde er 27., doch im Kombinationsslalom trat er nicht an.
Am 28. November 2002 konnte Kedrin mit Platz elf im Riesenslalom von Levi zum zweiten und letzten Mal im Europacup punkten. Nach dem Jahreswechsel  erzielte er noch mehrere Podestplätze in FIS-Rennen sowie drei zweite Plätze bei den russischen Meisterschaften, ehe er 2003 seine Karriere beendete.

## Sportliche Erfolge

### Olympische Winterspiele
- Salt Lake City 2002: 36. Abfahrt

### Weltmeisterschaften
- St. Anton 2001: 34. Super-G

### Juniorenweltmeisterschaften
- Pra Loup 1999: 33. Super-G, 34. Slalom, 41. Riesenslalom, 51. Abfahrt
- Québec 2000: 35. Riesenslalom, 38. Abfahrt, 40. Super-G, 41. Slalom
- Verbier 2001: 25. Super-G, 35. Riesenslalom, 47. Abfahrt

### Weitere Erfolge
- 2 Top-20-Platzierungen im Europacup